# جيمس إي. اكينز
جيمس إي. اكينز (بالإنجليزية: James E. Akins)‏ هو دبلوماسي أمريكي، ولد في 15 أكتوبر 1926 في آكرون في الولايات المتحدة، وتوفي في 15 يوليو 2010 في مقاطعة برينس جورج في الولايات المتحدة.

## وصلات خارجية
- جيمس إي. اكينز على موقع إن إن دي بي (الإنجليزية)